# ماتسودایرا تارو

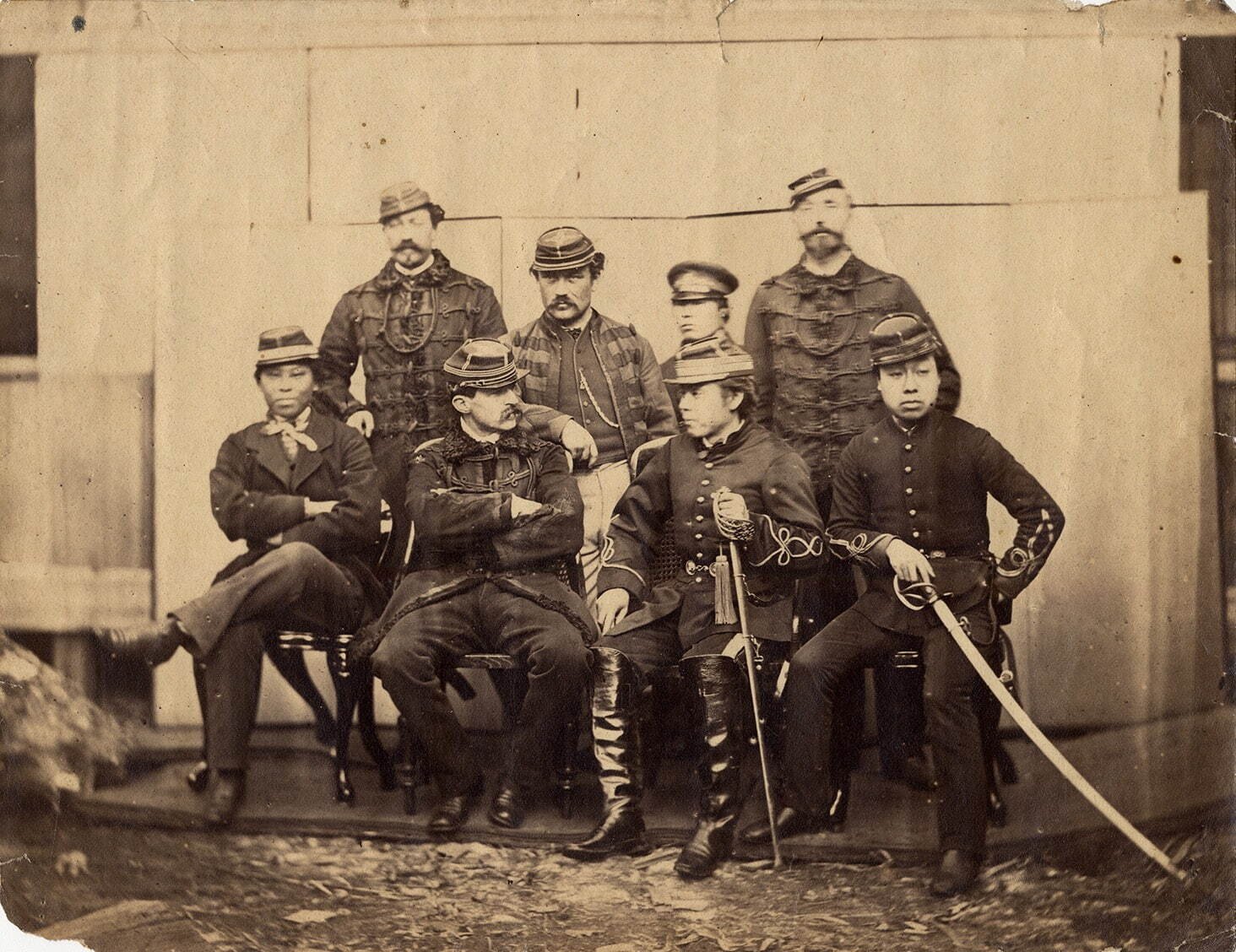
ماتسود ایرا تارو

ماتسودایرا تارو (به ژاپنی: 松平 太郎 Matsudaira Tarō)؛ ۱ ژانویهٔ ۱۸۳۹ – ۲۴ مهٔ ۱۹۰۹) سامورایی اهل ژاپن وی معاون رئیس جمهوری جمهوری ازو در هنگام جنگ بوشین بود.